# Bob, der Flaschengeist
Bob der Flaschengeist (jap. ハクション大魔王, Hakushon Daimaō) ist eine japanische Anime-Serie. Die Comedy-Serie von Yoshida Tatsuo wurde vom Anime-Studio Tatsunoko Pro produziert. Die Tochter des Titelhelden Hakushon, die schadenfrohe Akubi, wurde zum Maskottchen des Studios. Bis heute sind die Charaktere populär in Japan und in Form von diversen Merchandise und Pachinko-Automaten zu finden.

## Handlung
Kan-chan ist ein echter Unglücksrabe. Er ist schlecht in der Schule, hat kein Glück bei den Mädchen und seine Eltern halten ihn für eine Katastrophe.
Da findet er eine Zauberflasche, in der der Dschinn Hakushon wohnt. Der gutmütige Hakushon, der mit einem Nieser beschworen wird, erfüllt Kan jeden Wunsch, sei er noch so verrückt. Doch da ist noch Hakushons Tochter, Akubi, die durch ein Gähnen beschworen wird. Deren liebstes Hobby ist es, Kans Wünsche zu sabotieren.

## Produktion und Veröffentlichung
Die Serie mit 25 Folgen wurde 1969 von Studio Tatsunoko unter der Regie von Sasagawa Hiroshi produziert. Produzent war Yoshida Kenji, die Drehbücher schrieben Yamazaki Haruya, Jinno Tadashi und Itō Kōji. Ninomiya Tsuneo entwarf das Charakterdesign und die Musik komponierte Ichikawa Shōsuke. Jede Episode des Gag-Anime ist in zwei unabhängige Eigengeschichten aufgeteilt. Die Serie wurde vom 5. Oktober 1969 bis zum 7. September 1970 von Fuji TV in Japan ausgestrahlt. Außerdem sind sowohl ein DVD-Boxset erschienen als auch drei Einzel-DVDs mit jeweils sechs ausgewählten Episoden.
1991 bearbeitete Saban die Serie für den US-amerikanischen Markt. Dabei wurden die Namen verändert, Hakushon wurde „Bob“, Akubi „Lana“ und Kan-chan hieß nun „Joey“. Wie bei Saban üblich, tauschte man auch die gesamte Musik und die Toneffekte aus. Das ganze wurde dann als US-amerikanisches Produkt von 1991 in den Rest der Welt verkauft. In Deutschland lief die Serie erstmals von 1992 bis 1993 als Bob, der Flaschengeist auf RTL. Wiederholungen liefen bis 2005 auch auf Super RTL und Fox Kids/Jetix. Die französische Fassung dieser Version hieß Robert dans la bouteille. Im spanischen Raum ist sie als Bob Embotallado bekannt, aber auch als Yam Yam y el Genio. Letztere Version basiert auf der japanischen Fassung. Bereits 1983 lief die Serie in Italien, unter dem Titel Il mago pancione Etcì.

## Synchronisation
Die Serie wurde in Österreich beim Tonstudio G. Heinz in Wien synchronisiert.
| Rolle                        | Japanischer Sprecher (Seiyū) | Deutscher Synchronsprecher |
| ---------------------------- | ---------------------------- | -------------------------- |
| Bob (Hakushon)               | Tōru Ōhira                   | Dieter Witting             |
| Lana (Akubi)                 | Takako Sasuga                |                            |
| Joey Carter (Kan-chan)       | Midori Katō                  | Ulrike Beimpold            |
| John Carter (Papa)           | Isamu Tanonaka               |                            |
| Mary Carter (Mama)           | Mitsuko Asō                  |                            |
| Tilly die Bulldogge (Burukō) | Tarō Sagami                  |                            |
| Betty (Yuriko)               | Minori Matsushima            |                            |
| Butch/Ripper (Gejigon)       | Kazuya Tatekabe              |                            |

## Manga
Aufgrund des Erfolges der Serie wurde auch ein Manga veröffentlicht. Er lief Anfang der 1970er in diversen Manga-Magazinen und wurde von Yoshida Tatsuo gezeichnet. 1975 wurden die Geschichten schließlich in einem Sammelband (Tankōbon) gesammelt.

## Nachfolgeserien
Jahrzehnte später wurden mehrere Anime-Serien produziert, die neue Geschichten mit den Charakteren aus Bob der Flaschengeist erzählen. Zunächst kam 2001 Yobarete Tobidete Akubi-chan mit 26 Folgen ins japanische Fernsehen, animiert bei Tatsunoko Production unter der Regie von Hiroshi Sasagawa. 2006 kam dann Akubi Girl mit erneut 26 Folgen, nun produziert bei Studio Rong unter Regisseur Masatsugu Arakawa. Beide Serien stellen Akubi, eine Nebenfigur aus der alten Serie, in den Mittelpunkt. 2020 kam schließlich Hakushon Daimaō 2020 ins japanische Fernsehen. Die Serie stellt eine 50 Jahre nach der alten Serie spielende Fortsetzung dar und entstand unter der Regie von Atsushi Nigorikawa bei Nippon Animation und Tatsunoko Production.